# Kaniv
Kaniv (ukrainsk: Канів, ukrainsk udtale: [ˈkɑn⁽ʲ⁾iu̯]; russisk: Ка́нев; polsk: Kaniów) er en by beliggende i Tjerkasy rajon, Tjerkasy oblast (provins) i det centrale Ukraine. Byen ligger ved floden Dnepr, og er også en af de vigtigste flodhavne ved Dneprs. Den er hjemsted for administrationen af bykommunen Kaniv hromada, en af Ukraines hromadaer. Byen havde i 2021 en befolkning på omkring 23.503 mennesker.
Kaniv er en historisk by, der blev grundlagt i det 11. århundrede af den kyivanske prins Jaroslav 1. af Kijev, også kendt som Yaroslav den Vise. Den hyggelige by er i dag mest kendt for gravstedet for Taras Shevchenko, den store ukrainske digter og kunstner.
Kaniv er malerisk og gammel og var engang en af de største byer i Kijevrus. Dengang var det en forpost, der blev brugt til diplomatiske møder mellem Rutenien-prinser og ambassadører fra militante stammer. Senere, i det 18. århundrede, blev den et populært rejsemål for ældre kosakker, som ønskede at leve ved bredden af den store flod Dnepr.